# Sarah Connor

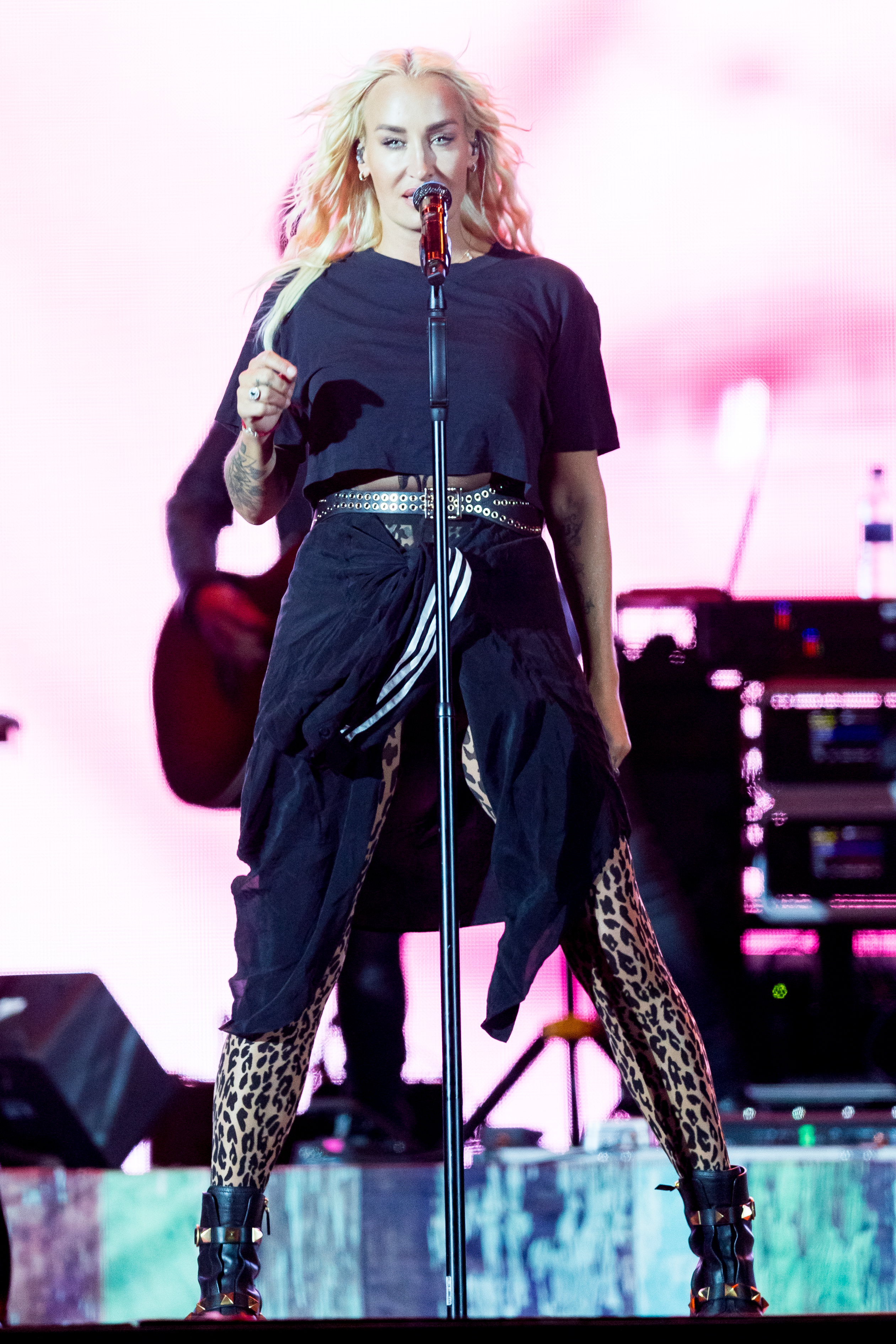
Sarah Connor (2023)

Sarah Connor (* 13. Juni 1980 in Delmenhorst als Sarah Marianne Corina Lewe, seit 2017 mit bürgerlichem Namen Sarah Terenzi-Fischer) ist eine deutsche Pop- und Soul-Sängerin. Ihren Durchbruch hatte sie 2001 mit der Single Let’s Get Back to Bed – Boy! Ihr Debüt-Album Green Eyed Soul wurde dreifach mit Gold ausgezeichnet.
Mit From Sarah with Love, Music Is the Key, Just One Last Dance, Living to Love You und From Zero to Hero erreichte sie Platz eins der deutschen Singlecharts. Das Lied Bounce avancierte in den Vereinigten Staaten und in Großbritannien zum ersten und einzigen Charthit. Daneben hatte sie mit Naughty but Nice (2005), Muttersprache (2015), Herz Kraft Werke (2019), Not So Silent Night (2022) und Freigeistin (2025) fünf Nummer-eins-Alben in den deutschen Albumcharts. Sie gehört mit über sieben Millionen verkauften Tonträgern zu den erfolgreichsten deutschen Sängerinnen der 2000er und 2010er Jahre.

## Herkunft und Ausbildung
Sarah Connor wurde 1980 als ältestes von sechs Kindern des aus New Orleans stammenden Werbetexters Michael Lewe und des ehemaligen Models Soraya geboren. Ihr Großvater väterlicherseits war Pianist für Jazz und Rhythm and Blues. Sie hat vier Schwestern und drei Brüder, davon zwei Halbbrüder, die 2008 geboren wurden. Connor wuchs mit Soul-Musik auf und sang mit sechs Jahren in einem Hamburger Gospelchor. Zur selben Zeit begann sie Streetdance-, Hip-Hop- und Jazztanzkurse zu belegen. Als sie neun Jahre alt war, zog sie mit ihrer Familie nach Delmenhorst. Später besuchte sie dort das Max-Planck-Gymnasium, wo sie als Schwerpunkt das Fach Musik belegte. Nebenbei nahm sie noch an der örtlichen Musikschule Unterricht, wo sie eine klassische Ausbildung in Tanz, Theater und Klavier erhielt. Mit 15 Jahren sang Connor im Schulmusical Linie 1, wo sie im Delmenhorster Theater Kleines Haus die Rolle der Sunny verkörperte. Nach Abbruch der Schule Ende der 12. Klasse machte Connor ein Medienpraktikum und war bei RTL für Big Brother und für Die Oliver Geissen Show tätig. 1997 trat Michael Jackson während seiner HIStory-Tour zweimal in Bremen auf. Beim ersten Konzert sang sie mit ihrer Schwester Anna-Maria dort im Kinderchor zu den Titeln Earth Song und Heal the World. Zu ihren Schwestern gehören Anna-Maria Ferchichi, die mit dem Rapper Bushido verheiratet ist, und Sängerin Lulu Lewe.

## Karriere

### Bis 2000: Musikalische Anfänge und erster Plattenvertrag
Connor schickte ihr erstes Demo-Tape, auf dem sie ein Lied von Michael Jackson sang, an Martin Scholz, ein Mitglied der Boygroup Touché, die ebenfalls aus Delmenhorst stammte. Die beiden wurden ein Paar, und im Juli 1998 trat sie als Sarah Gray im Vorprogramm von Touché bei einem Konzert in Delmenhorst auf. Dieser Künstlername ging auf ihren Großvater zurück, einen irisch-amerikanischen Jazz- und R&B-Pianisten. Zusammen mit Marc van Linden nahm sie 1998 den Titel Last Unicorn auf, der im Original von Jimmy Webb zum Film Das letzte Einhorn (1982) geschrieben worden war. Den Originalsoundtrack interpretierte die Band America in ihrem Album und der Single The Last Unicorn. Nachdem die Demo-CD abgelehnt worden war, veröffentlichte Sony Music Entertainment den Titel mit dem hauseigenen Projekt In-Mood feat. Juliette und landete einen Hit. Im Dezember 1999 veröffentlichte sie beim Label Villa Entertainment die Single This Christmas, die jedoch den Sprung in die Charts verfehlte. Von 1999 bis 2001 produzierte Connor einige Demo-CDs in der Nähe von Hannover. Die großen Plattenfirmen lehnten Connor zunächst ab. Sie trennte sich von ihrem ersten Manager und tat sich mit dem Künstlermanager Carlo Vista zusammen.
Im Herbst 2000 unterzeichnete sie bei der Sonytochter X-Cell Records einen Vertrag. Der Gründer von X-Cell Records, George Glueck, war durch eine Gesangsaufnahme von Leise rieselt der Schnee, die sich auf ihrer Single This Christmas befand, auf die damals 19-Jährige aufmerksam geworden. Daraufhin brach Connor die Schule ab und zog von zu Hause aus. Um den Künstlernamen einprägsamer und internationaler zu gestalten, wurde dieser von Sarah Gray in Sarah Connor geändert. Auch diesen wählte sie in Anlehnung an ihre irisch-amerikanischen Vorfahren. Die Sängerin sagt, es bestehe kein Zusammenhang mit der gleichnamigen weiblichen Hauptfigur im Film Terminator. Zusammen mit den Produzenten Kay Denar und Rob Tyger arbeitete sie ein halbes Jahr an ihrem Debüt. Das Management von Connor übernahm weiterhin Carlo Vista, der auch für den amerikanischen R&B- und Hip-Hop-Sänger TQ als Gastsänger bei der ersten Single sorgte.

### 2001–2003: Kommerzieller Durchbruch

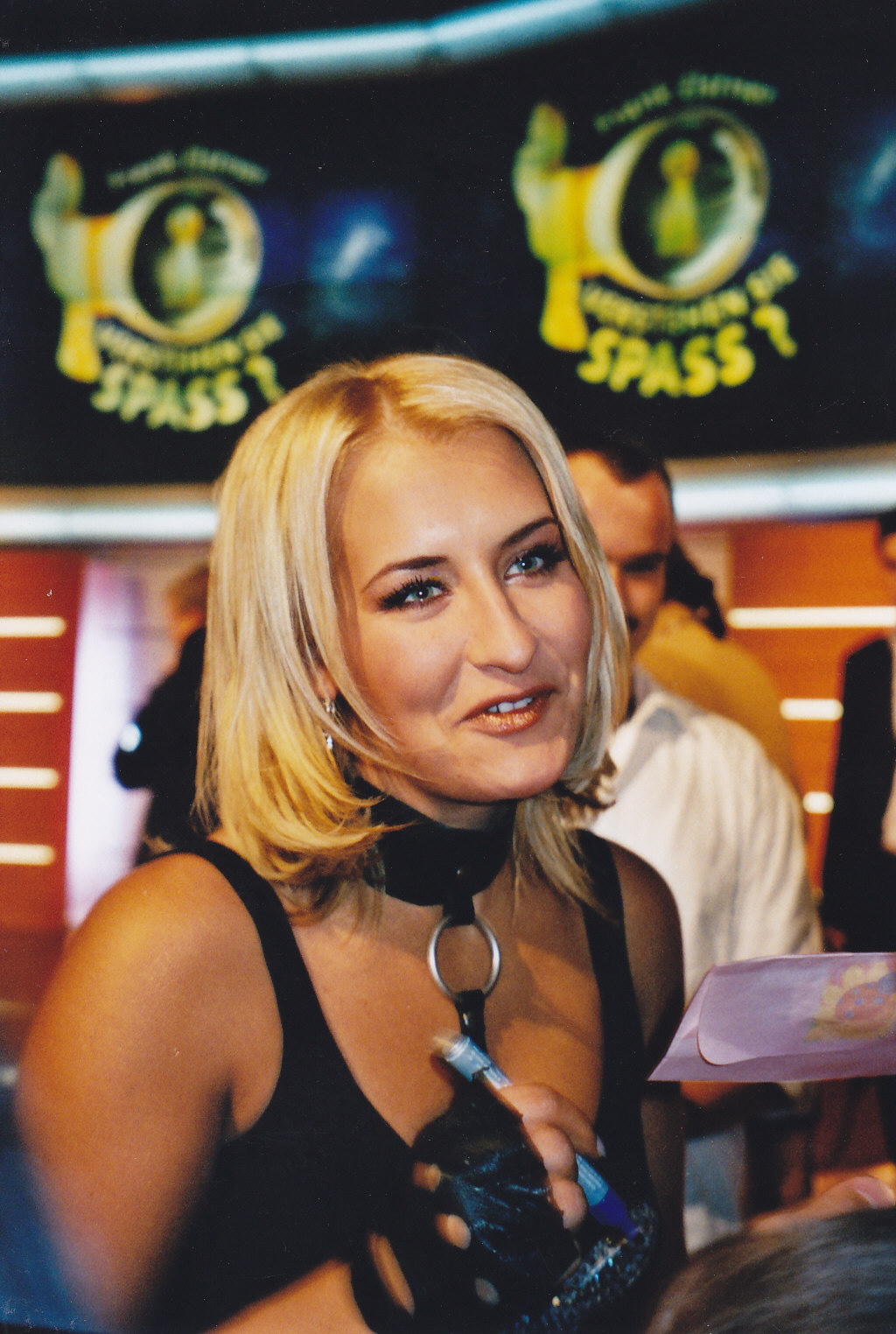
Sarah Connor (2002)

Das Musikvideo zur Debütsingle Let’s Get Back to Bed – Boy! drehten Connor und TQ in Vancouver. Die Single wurde im Mai 2001 veröffentlicht und schaffte es in vier Ländern in die Top 10 und stieg in den britischen Single-Charts auf Platz 16 ein. Hierfür erhielt Connor vom Musiksender VIVA den Comet in der Kategorie Newcomer National. Im August 2001 folgte die zweite Single French Kissing. Mit der dritten Single From Sarah with Love schaffte sie es erstmals auf Platz eins der deutschen Singlecharts. Drei Wochen später erschien das Debütalbum Green Eyed Soul, das auf Platz drei der deutschen Albumcharts einstieg und innerhalb einer Woche Goldstatus erreichte. Im Juni 2002 folgte Connors erste Tournee, die Green-Eyed-Soul-Tour, die 15 Städte in Deutschland, Österreich und der Schweiz umfasste.
Im September 2002 erschien Connors zweites Album Unbelievable. Als Vorabsingle wurde One Nite Stand (Of Wolves and Sheep) veröffentlicht, bei der Wyclef Jean als Gastmusiker mitwirkte. Sie konnte sich auf Rang fünf der deutschen Single-Charts platzieren. Das Album Unbelievable erreichte Platz zehn der deutschen Media-Control-Albumcharts und innerhalb von 48 Stunden Goldstatus. Mit Skin on Skin, He’s Unbelievable und Bounce wurden drei weitere Singles aus dem Album ausgekoppelt, wobei Bounce in den Vereinigten Staaten und in Großbritannien zum ersten und einzigen Charthit für Connor avancierte. Im Januar 2003 wurde im Alten Kesselhaus in Düsseldorf ihr erstes Videoalbum Live in Concert – A Night to Remember – Pop Meets Classic zusammen mit dem Vision-Symphonie-Orchester aufgenommen. Veröffentlicht wurde es im Oktober 2003, als Bonustrack war eine Coverversion des Beatles-Hits Yesterday enthalten. Im März 2003 verlieh ihre Heimatstadt Delmenhorst an Connor den eigens für sie geschaffenen, symbolischen Titel der „Ehrenbotschafterin“.
Connors drittes Album Key to My Soul erschien im November 2003 und enthielt die beiden bereits veröffentlichten Singles Music Is the Key (feat. Naturally 7) und Just One Last Dance (feat. Natural). Beide Singles konnten sich auf Platz eins der deutschen Charts platzieren. Die A-cappella-Gruppe Naturally 7 begleitete Connor während ihrer ersten Schwangerschaft auf einer Werbetour. Natural war die Band ihres späteren Ehemanns Marc Terenzi.

### 2004–2012: Weitere Karriere
Im März 2004 stieg Connors Lied Bounce, das sie schon 2003 in Deutschland veröffentlicht hatte, auf Platz 54 in die US-amerikanischen Charts ein. Zur selben Zeit erschien das Kompilationsalbum Sarah Connor, das Stücke aus den bisher erschienenen drei Alben enthält, in den Vereinigten Staaten, Kanada, Australien und Neuseeland. In Japan wurde die Kompilation im Juni unter dem Titel Bounce veröffentlicht. Für ihre internationalen Erfolge wurde Connor im September 2004 in Las Vegas mit dem World Music Award in der Kategorie World’s Best-selling Artist/Germany ausgezeichnet.
Im November 2004 erschien die Ballade Living to Love You, mit der sich die Sängerin zum dritten Mal in Folge auf Rang 1 der deutschen Single-Charts platzieren konnte. Im Januar 2005 wurde Connor im Deutschen Theater München mit dem DIVA-Jurypreis (Deutscher-Entertainment-Preis) als Music Artist of the Year ausgezeichnet. Im Februar erhielt sie die Goldene Kamera in der Rubrik Pop national. Mit der Single From Zero to Hero, die auch Titelmelodie des Red Nose Day war, schaffte Connor es im März 2005 zum vierten Mal hintereinander an die Spitze der deutschen Singlecharts. In dem Film Robots, der im März 2005 in die Kinos kam, sprach sie den Roboter Cappy. Im selben Monat folgte ihr viertes Studio-Album Naughty but Nice, und sie erhielt den Goldenen Bravo Otto in der Kategorie Super Sängerin International. Auch das Album stieg auf Platz 1 der Album-Charts ein, und Connor besetzte in der Woche die Spitze der deutschen Album- und Singlecharts. Bereits in den ersten 48 Stunden konnte sich das Album über 100.000 Mal verkaufen und erreichte damit Goldstatus. Naughty but Nice wurde in Deutschland und der Schweiz mit Platin und mit Gold in Österreich ausgezeichnet. Es verkaufte sich mehr als 300.000 Mal.
Aufsehen erregte Connor, als sie am 31. Mai 2005 bei der Eröffnungsfeier der Münchner Allianz Arena die deutsche Nationalhymne mit einer falschen Textzeile sang. Anstatt „Blüh im Glanze dieses Glückes“ sang Connor „Brüh im Lichte dieses Glückes“. Die Wiederholung der Textzeile sang sie jedoch fehlerfrei. Im Oktober 2005 wurde Connor mit dem Comet als Beste Künstlerin ausgezeichnet. Von Oktober bis November 2005 stellte Connor die Lieder des Albums live auf ihrer Naughty but Nice-Tour vor, die 23 Städte in Deutschland, Österreich und der Schweiz umfasste. Ebenfalls im November 2005 brachte Connor ihr Weihnachtsalbum Christmas in My Heart auf den Markt. Sowohl die gleichnamige Single als auch das Album erreichten in den deutschen Charts Platz 4. Im November 2006 erschien eine Neuauflage des Weihnachtsalbums mit dem zusätzlichen Song The Best Side of Life, der auch als Single auf den Markt kam. Das von Marc Lennard und Jojo HF geschriebene und von Rob Tyger und Kay Denar produzierte Lied wurde zwei Jahre lang als offizieller Song zur deutschen Weihnachtswerbung von Coca-Cola verwendet, und auch ProSieben spielte 2006 das Lied in seinen Weihnachtstrailern. Im Dezember 2006 erschien eine Live-DVD, die mit dem Titel Christmas in My Heart das Thema des 2005er Weihnachtsalbums aufgriff.
Im März 2007 erschien Connors fünftes Album Soulicious, auf dem bis auf zwei selbst geschriebene Titel nur Coverversionen enthalten sind. Eine von diesen ist die erste Singleauskopplung The Impossible Dream (The Quest) aus dem Musical Der Mann von La Mancha. Connors Version wurde als offizieller Song zum Comeback des Boxers Henry Maske verwendet. Im Juni 2007 folgte die zweite Single Sexual Healing. Als Gastsänger konnte der US-amerikanische R&B-Sänger Ne-Yo gewonnen werden, den Connor während ihrer Arbeit an Soulicious im März 2007 in Berlin kennengelernt hatte.

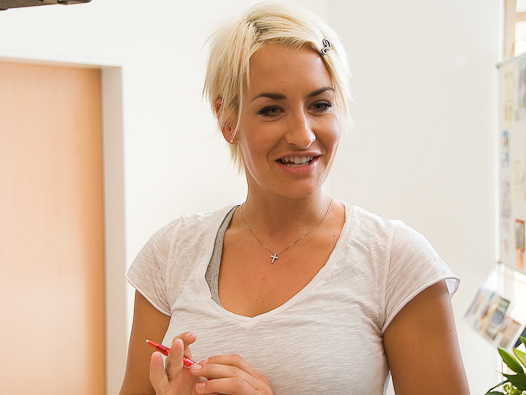
Sarah Connor (2009)

Im August 2008 erschien Connors sechstes Album Sexy as Hell, das es – unterstützt durch die Fortsetzung der Doku-Soap, die diesmal unter dem Titel Sarah & Marc crazy in Love auf ProSieben lief – in der ersten Woche auf Platz drei der deutschen Albumcharts schaffte. Die erste Single-Auskopplung Under My Skin erreichte Platz vier der deutschen Singlehitparade. I’ll Kiss It Away wurde die zweite und letzte Singleauskopplung und ist Connors Tochter gewidmet, die mit einem Loch im Herzen zur Welt kam und kurz nach der Geburt operiert werden musste. Die Single erreichte Platz 21 der deutschen Singlecharts. Auf der Sexy as Hell-Tour stellte Connor in 29 deutschen Städten von Februar bis April 2009 die Lieder des Albums live vor.
Im März 2009 erschien der Song Takin’ Back My Love, den Connor für die Veröffentlichung in Deutschland zusammen mit Enrique Iglesias aufnahm. Die mit Connor veröffentlichte Version befindet sich auch auf der Deutschland-Ausgabe von Iglesias’ Greatest-Hits-Album. Im Mai 2009 erhielt Connor den VIVA-Comet in der Rubrik Beste Künstlerin. Im Herbst 2009 warb Connor für Slipeinlagen der Firma Procter & Gamble, für die sie das Lied Standing on Top of the World veröffentlichte. 2010 nahm Connor ein Angebot zur Truppenbetreuung in Afghanistan an. Im Oktober wurden die Single Cold as Ice sowie ihr achtes Studioalbum Real Love veröffentlicht. Im Dezember 2010 erschien mit Real Love die zweite Single aus dem gleichnamigen Album.
Von 2010 bis 2012 war Connor Jury-Mitglied in den ersten drei Staffeln der Castingshow X Factor, die auf RTL und VOX ausgestrahlt wurde.

### 2013–2018:Sing meinen Song – Das TauschkonzertundMuttersprache
Nach langer Musikpause, in der Connor u. a. Gasthörerin in Philosophie an der Freien Universität Berlin war, präsentierte sie im November 2013 bei 3 nach 9 das neue Lied Close to Crazy, das von der Angst vor Kontrollverlust handelt. Außerdem ging sie ab Ende November 2013 auf eine deutschlandweite Tournee, die Christmas in My Heart Tour. Im November 2013 sah man Connor auf ProSieben in der ersten Episode Die Folge mit der Überraschung! der Sitcom Bully macht Buddy.
2014 wirkte sie bei der von VOX ausgestrahlten Fernsehreihe Sing meinen Song – Das Tauschkonzert mit und präsentierte dort ihren bisher noch nicht produzierten Song Unlove You. Nach der Ausstrahlung der Folge mit ihr als „Star des Abends“ gelang Connor erstmals seit 2010 wieder der Eintritt in die deutschen Single-Charts. Im Mai 2014 erschien im Rahmen von Sing meinen Song die Promo-Single Keiner ist wie du, eine Coverversion des Stücks von Gregor Meyle. Der Titel in ihrer Version erreichte Platz 12 in Deutschland, Platz 9 in Österreich und Platz 22 in der Schweiz. Im September 2014 war Connor in Andreas Gabaliers Fernsehshow mit ihrer Variante des Lieds Zuckerpuppen von Gabalier, das sie in Sing meinen Song erstmals präsentiert hatte, zu sehen. Im Mai 2014 warb sie als Schirmherrin des Aktionstages World Blood Cancer Day gemeinsam mit der Deutschen Knochenmarkspenderdatei (DKMS) um Stammzellenspender.

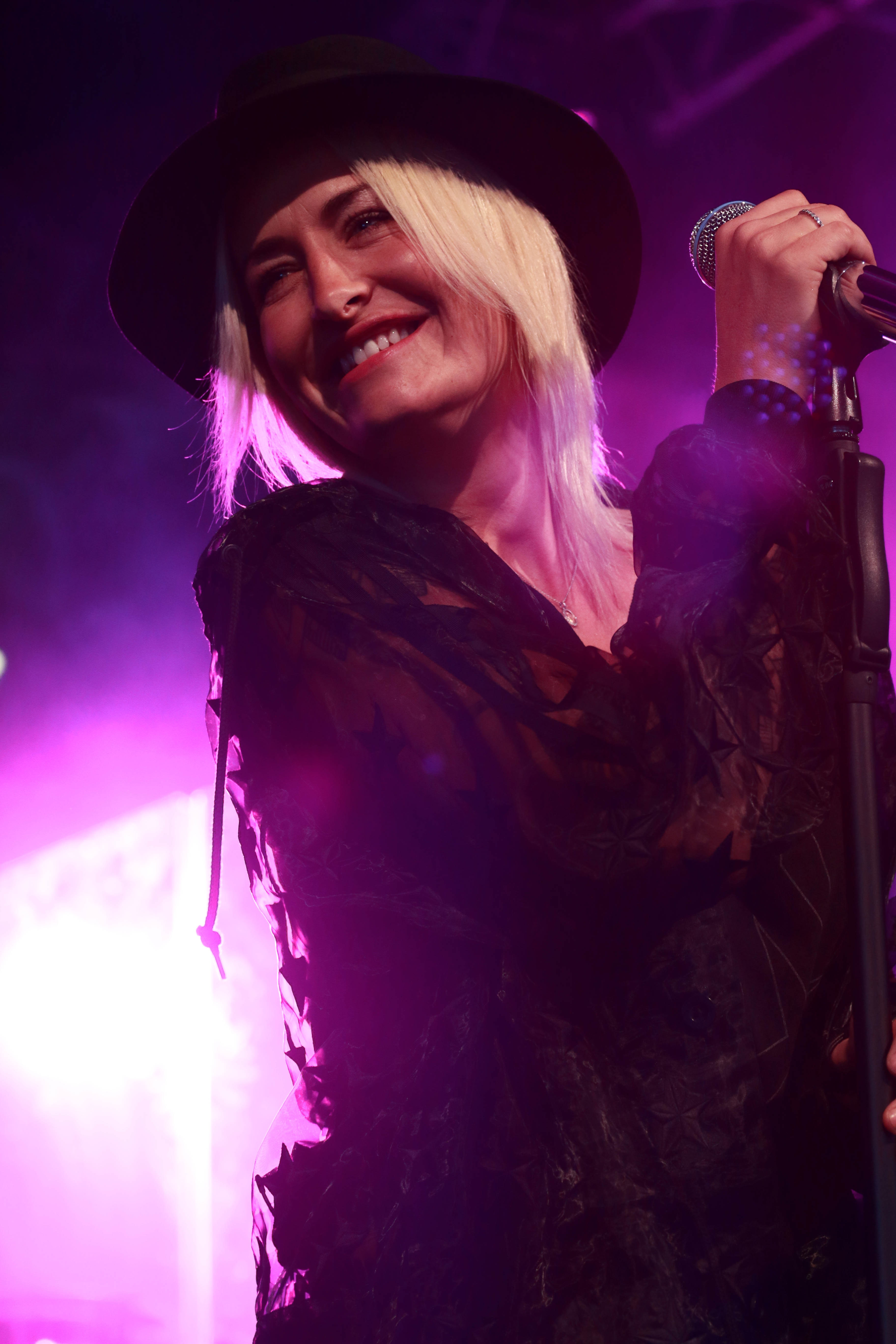
Sarah Connor (2015)

2015 schrieb Connor zusammen mit Tim Myers das Lied Wild & Free, das von Lena Meyer-Landrut gesungen als Titellied zu Bora Dagtekins Kinokomödie Fack ju Göhte 2 fungierte. Im Mai 2015 erreichte Connor mit ihrer ersten deutschsprachigen Single Wie schön du bist ihren ersten Top-Ten-Hit seit sechs Jahren. Der Titel Das Leben ist schön, das vom Tod und der anschließenden Beerdigung handelt, erschien auf der B-Seite und kam aufgrund von Downloads und Musikstreamings ebenfalls die Charts, wo es Platz 49 der deutschen Singlecharts erreichte.
Im Mai 2015 erschien mit Connors achtem Studioalbum Muttersprache ihr erstes in deutscher Sprache. Die Platte wurde ihr zweites Nummer-eins-Album in Deutschland, belegte in der Schweiz ebenfalls Platz eins und in Österreich Platz drei der Hitparade und wurde in Deutschland mit Elffach-Gold für 1.100.000 verkaufte Alben ausgezeichnet. Dem Album folgte von März 2016 bis August 2017 eine zweijährige Tournee. Das Album zählt zu einem der meistverkauften Musikalben in Deutschland seit 1975.

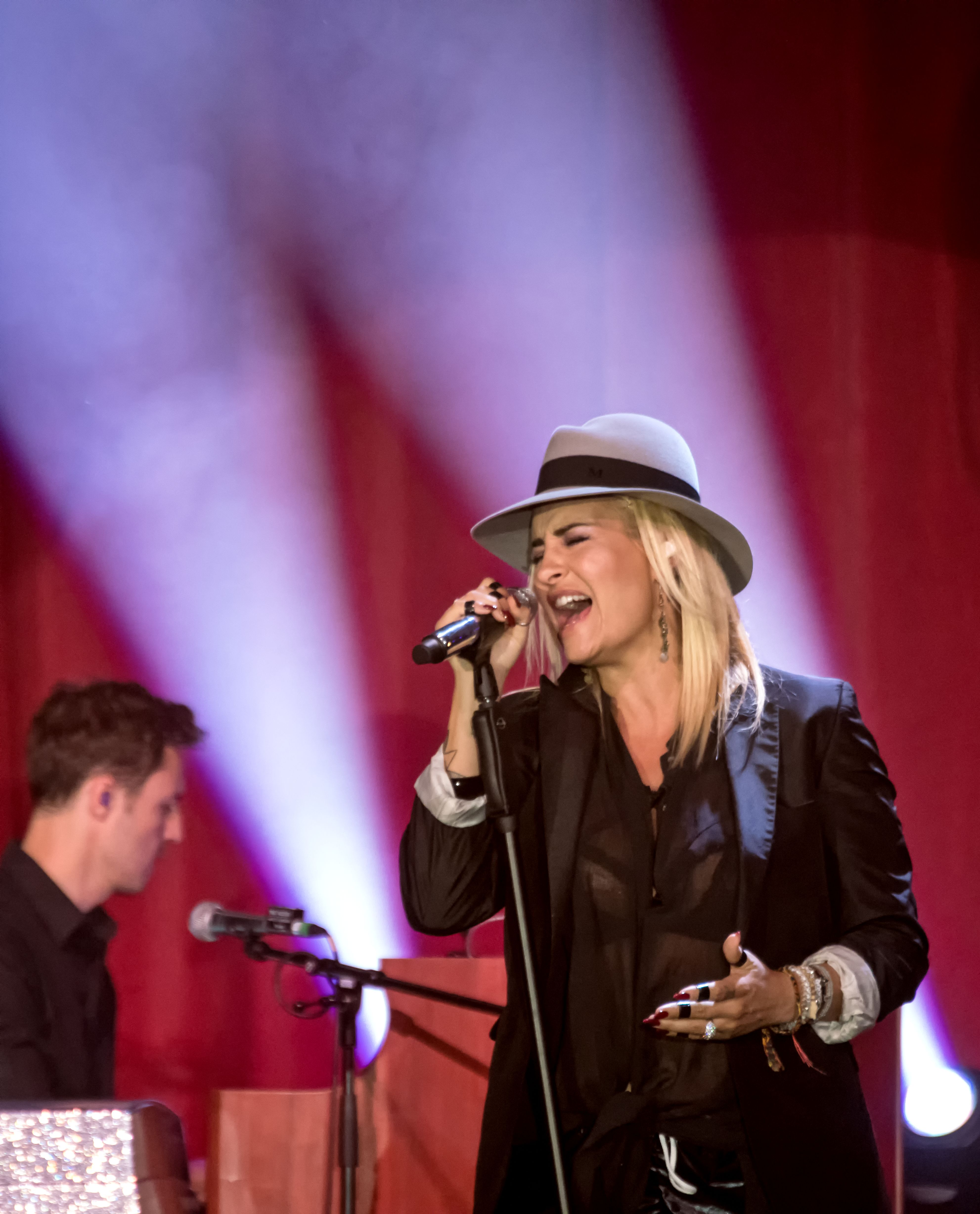
Sarah Connor (2016)

Im März 2016 koppelte sie aus Muttersprache den Titel Kommst Du mit ihr, der das Thema Seitensprung in einer Beziehung aufgreift, als Single aus. Der Titel erreichte in Folge Gold-Status für 200.000 verkaufte Ausgaben. Im September 2016 wurde erschien mit Bonnie & Clyde eine weitere Singleauskopplung, die sie zusammen mit Henning Wehland aufgenommen hat. Connors Lied Augen auf wurde im November 2016 als Benefiz-Song für den RTL-Spendenmarathon Wir helfen Kindern ausgewählt, wobei pro Verkauf 1,50 € an das Projekt gespendet wurden. Von Juni bis September 2018 war sie auf Tournee, darunter auch in Form eines Auftrittes auf dem Moon&Stars-Festival in der Schweiz.

### 2019–2024:Herz Kraft Werke,Not So Silent Nightund TourMy Favorite Songs
Im April 2019 wurde mit dem Song Vincent, der das Thema Liebe in der Pubertät mit besonderem Augenmerk auf Homosexualität behandelt, die erste Single ihres neunten Studioalbums veröffentlicht. Gegenüber der taz äußerte Connor, dass Vincent der wichtigste Song sei, den sie bisher gemacht habe. Der Song wurde von einigen Rundfunksendern wegen der Anfangszeile „Vincent kriegt kein’ hoch, wenn er an Mädchen denkt“, nicht, bzw. um die besagte Zeile gekürzt gesendet.
Im Mai 2019 folgten noch vor der Veröffentlichung des Albums mit Unendlich, Hör auf deinen Bauch und Flugzeug aus Papier (Für Emmy) drei weitere Singleauskopplungen. Das Ende Mai 2019 veröffentlichte Album Herz Kraft Werke stieg in den deutschen Albumcharts auf Platz eins ein, in der Schweizer Hitparade auf Platz drei. In Österreich erreichte das Album als erstes von Connors Alben Platz eins der Charts. Im August 2019 kam Ich wünsch dir, die fünfte Singleauskopplung des Albums heraus. Anfang September 2019 wurde das Musikvideo veröffentlicht. 2019 trat Connor mehrfach als Kandidatin in der ProSieben Unterhaltungssendung Joko & Klaas gegen ProSieben auf.

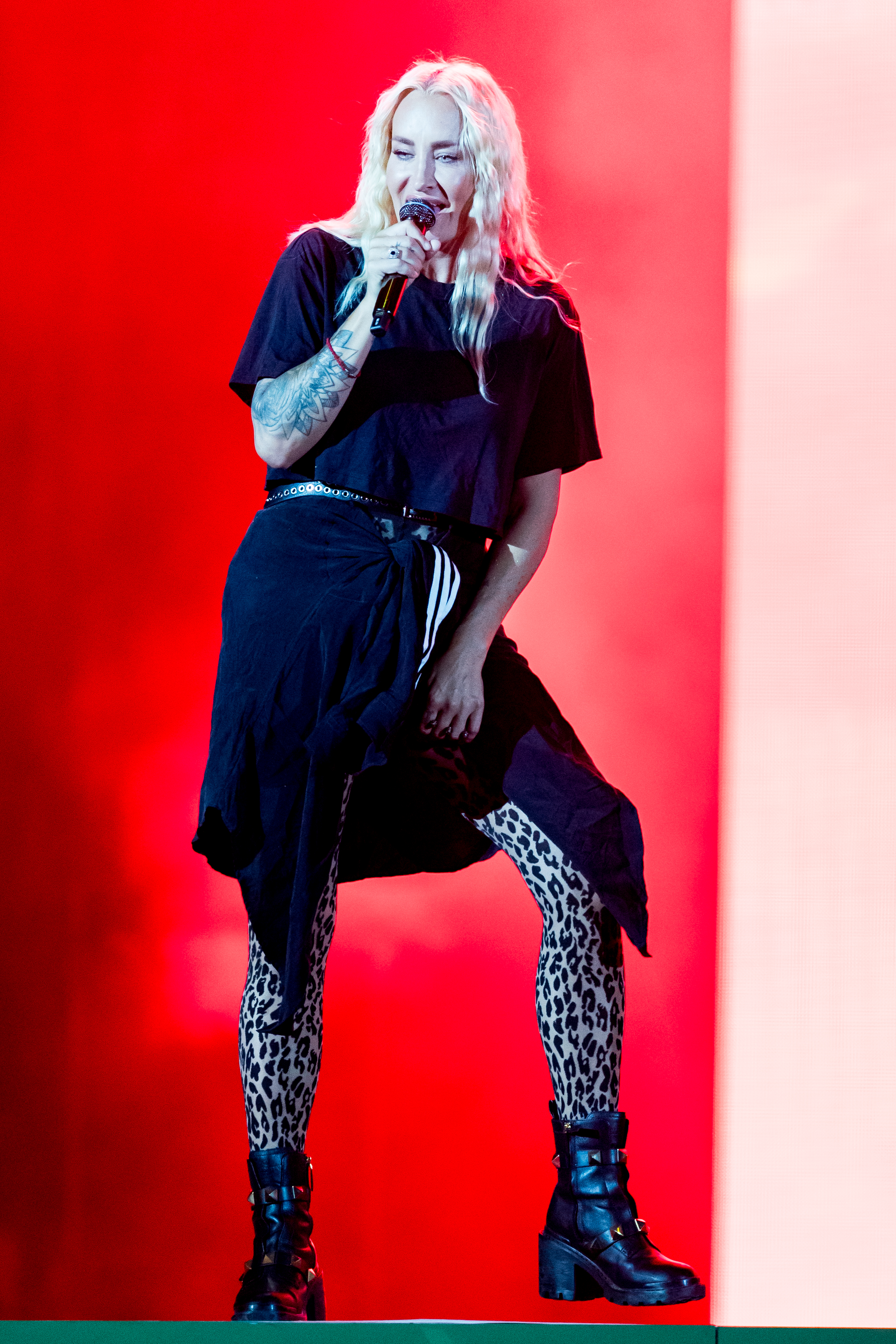
Sarah Connor (2023)

Im April 2020 erschien die Single Sind wir bereit?, welche die COVID-19-Pandemie zum Thema hat, mit dazugehörigem Musikvideo. Im Dezember 2020 veröffentlichte Connor mit Bye Bye eine weitere Single mit Musikvideo zur Corona-Pandemie. Im Mai 2021 erschien bei Universal Music mit Alles in mir will zu Dir die Leadsingle der Special Deluxe Edition ihres Albums Herz Kraft Werke. Im August 2021 folgte die zweite Single Stark über das Thema Depressionen. Von Oktober bis Dezember 2021 saß sie in der elften Staffel der Gesangs-Castingshow The Voice of Germany neben Johannes Oerding, Nico Santos und Mark Forster in der Jury.
Anfang November erschien mit Ring out the Bells die Leadsingle ihres zweiten englischsprachigen Weihnachtsalbums Not So Silent Night, das im November 2022 veröffentlicht wurde. Connor hat die Lieder des Albums selbst geschrieben. Im November 2023 veröffentlichte sie das Album unter dem Titel Not So Silent Night – The Cozy Edition mit drei zusätzlichen Titeln erneut. Im Februar 2024 war sie Teilnehmerin der siebten Staffel von Wer stiehlt mir die Show?. Im Sommer 2024 ging sie mit My Favorite Songs auf Tournee.

### Seit 2025:Erlebnis ErdeundFreigeistin
Im Februar 2025 veröffentlichte Connor die Single Heut’ ist alles gut aus ihrem für Mai angekündigten zehnten Studioalbum. Im März stellte sie das Lied in der ARD-Spielshow Klein gegen Groß erstmals einem Live-Publikum vor und nahm dort auch als Kandidatin teil. Im selben Monat wirkte sie in der NDR-Dokumentation Unter Orcas der Fernsehreihe Erlebnis Erde mit. Für eine weitere Dokumentation mit dem Titel Orcas – Herrscher der Meere, die im April 2025 ausgestrahlt wurde, fungierte sie als Sprecherin.
Im April 2025 erschien mit Ficka die zweite Singleauskopplung des Albums. Sie stellte den Song erstmals in der Castingshow The Voice Kids vor; er erreichte in den deutschen Singlecharts Platz 33. Im Mai 2025 erschien mit  Wilde Nächte eine weitere Singleauskopplung. Im selben Monat veröffentlichte sie mit Freigeistin ihr drittes deutschsprachiges Album.

## Privates
Von 1997 bis 1999 war Connor mit Martin Scholz von der Delmenhorster Boygroup Touché zusammen. Im August 2002 wurde bekannt, dass sie mit Marc Terenzi, dem Frontsänger der Band Natural, liiert war. Im Februar 2004 heiratete das Paar standesamtlich. Im Sommer 2005 zeigte der Fernsehsender ProSieben neun Folgen der Doku-Soap Sarah & Marc in Love, in der das Paar bei einer Zeremonie, die einer kirchlichen Hochzeit nachempfunden war, mit der Kamera begleitet wurde. Die Trauung fand im August 2005 in Katalonien statt. Aus der Beziehung mit Terenzi hat Connor einen Sohn (* 2004) und eine Tochter (* 2006). 2008 trennte sich das Paar; die Ehe wurde im März 2010 geschieden.
Im April 2010 gab Connor bekannt, dass sie und ihr Manager Florian Fischer (ehemaliges Mitglied der Boygroup The Boyz) ein Paar seien. 2011 kam Connors drittes Kind, eine Tochter, zur Welt. Das Paar heiratete 2013. Während der Flüchtlingskrise in Europa 2015 nahm Connor für ein halbes Jahr eine syrische Mutter mit deren fünf Kindern auf. 2017 wurde ihr viertes Kind, ein Sohn, geboren.
Von 2010 bis 2024 lebte Connor in Berlin-Grunewald. Seit 2025 lebt sie mit ihrem Mann Florian Fischer und den aus der Ehe hervorgegangen beiden gemeinsamen Kindern in Südfrankreich.
Sarah Connor engagiert sich ehrenamtlich für Orca-Wale und hat dafür auch eine Stiftung gegründet.

## Diskografie
Studioalben

| Jahr | Titel Musiklabel                           | Höchstplatzierung, Gesamtwochen, AuszeichnungChartplatzierungen (Jahr, Titel, Musiklabel, Platzierungen, Wochen, Auszeichnungen, Anmerkungen) | Höchstplatzierung, Gesamtwochen, AuszeichnungChartplatzierungen (Jahr, Titel, Musiklabel, Platzierungen, Wochen, Auszeichnungen, Anmerkungen) | Höchstplatzierung, Gesamtwochen, AuszeichnungChartplatzierungen (Jahr, Titel, Musiklabel, Platzierungen, Wochen, Auszeichnungen, Anmerkungen) | Höchstplatzierung, Gesamtwochen, AuszeichnungChartplatzierungen (Jahr, Titel, Musiklabel, Platzierungen, Wochen, Auszeichnungen, Anmerkungen) | Höchstplatzierung, Gesamtwochen, AuszeichnungChartplatzierungen (Jahr, Titel, Musiklabel, Platzierungen, Wochen, Auszeichnungen, Anmerkungen) | Anmerkungen                                                  |
| Jahr | Titel Musiklabel                           | DE | AT | CH | UK | US | Anmerkungen                                                  |
| ---- | ------------------------------------------ | --- | --- | --- | --- | --- | ------------------------------------------------------------ |
| 2001 | Green Eyed Soul X-Cell Records (Sony)      | DE2 ×3Dreifachgold · (22 Wo.)DE | AT4 Gold · (18 Wo.)AT | CH3 Gold · (23 Wo.)CH | — | — | Erstveröffentlichung: 26. November 2001 Verkäufe: + 541.320  |
| 2002 | Unbelievable X-Cell Records (Sony)         | DE10 Gold · (28 Wo.)DE | AT21 (17 Wo.)AT | CH19 Platin · (17 Wo.)CH | — | — | Erstveröffentlichung: 30. September 2002 Verkäufe: + 190.000 |
| 2003 | Key to My Soul X-Cell Records (Sony)       | DE8 Platin · (28 Wo.)DE | AT11 (22 Wo.)AT | CH12 (29 Wo.)CH | — | — | Erstveröffentlichung: 10. November 2003 Verkäufe: + 200.000  |
| 2005 | Naughty but Nice X-Cell Records (Sony BMG) | DE1 Platin · (39 Wo.)DE | AT3 Gold · (25 Wo.)AT | CH3 Gold · (29 Wo.)CH | — | — | Erstveröffentlichung: 21. März 2005 Verkäufe: + 230.000      |
| 2007 | Soulicious X-Cell Records (UMG)            | DE6 (20 Wo.)DE | AT8 (8 Wo.)AT | CH10 (9 Wo.)CH | — | — | Erstveröffentlichung: 30. März 2007                          |
| 2008 | Sexy as Hell X-Cell Records (UMG)          | DE3 (18 Wo.)DE | AT5 (6 Wo.)AT | CH7 (7 Wo.)CH | — | — | Erstveröffentlichung: 22. August 2008                        |
| 2010 | Real Love X-Cell Records (UMG)             | DE8 (8 Wo.)DE | AT15 (4 Wo.)AT | CH22 (4 Wo.)CH | — | — | Erstveröffentlichung: 22. Oktober 2010                       |
| 2015 | Muttersprache Polydor (UMG)                | DE1 ×11Elffachgold · (149 Wo.)DE | AT3 ×3Dreifachplatin · (98 Wo.)AT | CH1 (67 Wo.)CH | — | — | Erstveröffentlichung: 22. Mai 2015 Verkäufe: + 1.145.000     |
| 2019 | Herz Kraft Werke Polydor (UMG)             | DE1 ×2Doppelplatin · (146 Wo.)DE | AT1 ×2Doppelplatin · (62 Wo.)AT | CH3 Platin · (43 Wo.)CH | — | — | Erstveröffentlichung: 31. Mai 2019 Verkäufe: + 450.000       |
| 2025 | Freigeistin Polydor (UMG)                  | DE1 (… Wo.)DE | AT1 (… Wo.)AT | CH2 (… Wo.)CH | — | — | Erstveröffentlichung: 22. Mai 2025                           |

## Auszeichnungen
- World Music Award
  - 2004: für Best Selling German Artist
- ECHO Pop
  - 2002: für Sängerin Rock/Pop National
  - 2015: für Partner des Jahres (Sing meinen Song – Das Tauschkonzert)
  - 2016: für Sängerin Rock/Pop National
- Comet
  - 2001: für Bester Nationaler Newcomer
  - 2005: für Beste Sängerin
  - 2007: für Beste Sängerin
  - 2009: für Beste Künstlerin
- Bravo Otto
  - 2001: Silber in der Kategorie Supersängerin
  - 2003: Bronze in der Kategorie Supersängerin
  - 2004: Gold in der Kategorie Supersängerin
  - 2005: Gold in der Kategorie Supersängerin
  - 2006: Gold in der Kategorie Supersängerin
  - 2007: Bronze in der Kategorie Supersängerin
  - 2008: Gold in der Kategorie Supersängerin
- 1Live Krone
  - 2005: für Beste Künstlerin
- Goldene Kamera
  - 2005: für Pop National
- Goldene Europa
  - 2002: für Erfolgreichste Deutsche Sängerin
- Top of the Pops Award
  - 2001: für Best German Newcomer
- Radio Regenbogen Award
  - 2002: für Best Hit 2001 (From Sarah with Love)
- DIVA-Award
  - 2005: für Music-Artist of the Year
- Radio Hamburg Award
  - 2003: für Beste Nationale Sängerin Pop
- Neo Award
  - 2004: für Erfolgreichstes Download-Album (Key to My Soul)
- World of Music Award
  - 2008: für Beste Künstlerin – National
- Deutscher Fernsehpreis
  - 2014: für „Beste Unterhaltung“ (Sing meinen Song – Das Tauschkonzert)[64]
- Bambi
  - 2019: Kategorie Musik National[65]
- Sonstige
  - 2002: Woman of the Year – Popstar von der Zeitschrift Maxim
  - 2010: CMA Wild & Young Award – Beste Sängerin National
  - 2011: CMA Wild & Young Award – Beste Sängerin National
  - 2012: Leading Ladies Award – Soziales Engagement International[66]
  - 2016: Ordensträger „Sozial“ des Dresdner St. Georgs Ordens des Semperopernballs
  - 2016: Sprachwahrer des Jahres 2015 der Deutschen Sprachwelt[67]

## Engagement
Seit 2008 ist Sarah Connor Schirmherrin der dem Universitätsklinikum Erlangen zugehörigen Ronald McDonald Oase.